# Antonie Kleinerová

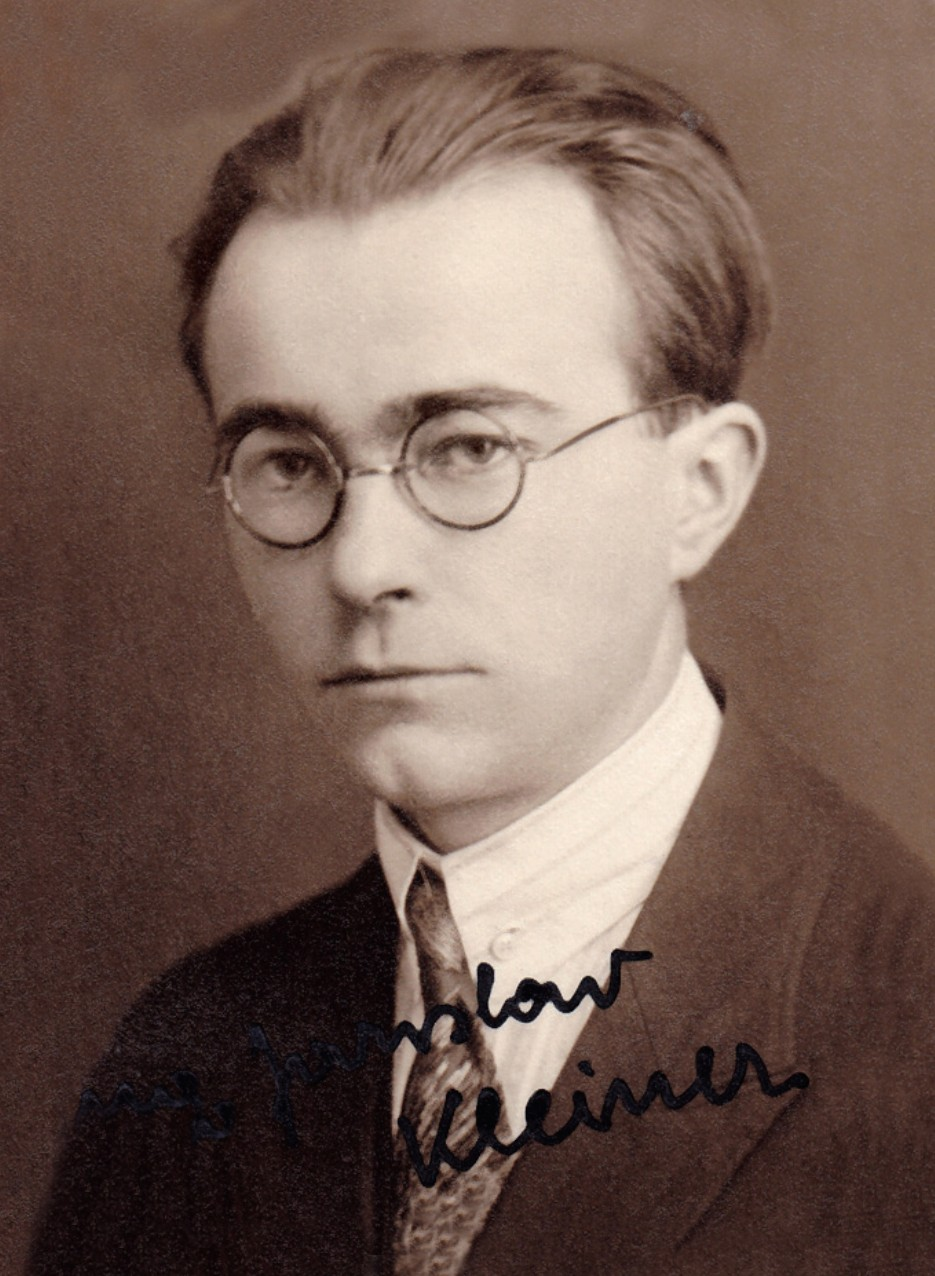
Její manžel Ing. Jaroslav Kleiner

Antonie Kleinerová, rozená Štainicová respektive Steinitz, (23. března 1901 Praha – 23. srpna 1982 Praha), byla česká a československá politička Československé strany národně socialistické a poválečná poslankyně Ústavodárného Národního shromáždění. Po roce 1948 pronásledována a vězněna.

## Biografie
Pocházela z dělnické rodiny. Otec byl zámečníkem a matka byla v domácnosti. Antonie Kleinerová po absolvování měšťanské školy maturovala na obchodní akademii a pak studovala na Filozofické fakultě Univerzity Karlovy. Studium ovšem nedokončila. V roce 1927 se provdala za inženýra Jaroslava Kleinera, zaměstnance ministerstva národní obrany a později vedoucího technického provozu Českého rozhlasu.
Od roku 1937 pracovala na ministerstvu sociální péče, kde se seznámila s Miladou Horákovou. Za druhé světové války se Kleinerovi zapojili do odboje. V roce 1941 byli zatčeni gestapem. Jaroslav Kleiner byl v pátek 13. února 1942 popraven v koncentračním táboře Mauthausen. Antonie byla vězněna v Ravensbrücku a v ženské věznici Noisdorf. Po skončení druhé světové války a návratu do ČSR se angažovala v národně socialistické straně.
V parlamentních volbách v roce 1946 se stala poslankyní Ústavodárného Národního shromáždění za národní socialisty. V parlamentu zasedala formálně do voleb do Národního shromáždění roku 1948.
Patřila k té části národních socialistů, která nesouhlasila s průběhem komunistického převratu v roce 1948. Proto byla později politicky stíhána. V roce 1949 ji společně s dalšími funkcionáři národně socialistické strany zatkla Státní bezpečnost. V politickém procesu s Miladou Horákovou a spol. byla odsouzena k trestu těžkého žaláře na doživotí. Kromě toho jí byl zkonfiskován majetek, vyměřen peněžitý trest dvaceti tisíc korun a odebrána na deset let čestná občanská práva. Byla vězněna ve Znojmě, Kutné Hoře, v Praze na Pankráci, v Chrudimi a v nápravněpracovním táboře Pardubice. Společně s dalšími vězeňkyněmi zde iniciovala v roce 1954 hladovku, za kterou byla kázeňsky potrestána. Doživotní trest jí byl v roce 1955 zmírněn na dvacet pět let a v roce 1960 byla propuštěna na amnestii.